# Хронологија СФРЈ и СКЈ мај 1972.
Хронолошки преглед важнијих догађаја везаних за друштвено-политичка дешавања у Социјалистичкој Федеративној Републици Југославији (СФРЈ) и деловање Савез комуниста Југославије (СКЈ), као и општа политичка, друштвена, спортска и културна дешавања која су се догодила у току маја месеца 1972. године.
| ← април · Хронологија СФРЈ и СКЈ током 1972. године · јун → |

#### 3—8. мај
- У посети Југославији боравио генерал-армије Жан-Бедел Бокаса, председник Централноафричке Републике. Током посете он се 4. маја сусрео са председником Републике Јосипом Брозом Титом, са којим је водио разговоре о актуелним међународним питањима и о сарадњи између две земље.

#### 4. мај
- У Београду одржана заједничка седница Председништва Социјалистичке омладине Југославије (СОЈ) и Председништва Савезног одбора Савеза удружења бораца Народноослободилачког рата (СУБНОР), на коме је разматран савремени аспект неговања и развијања револуционарних традиција Народноослободилачке боре и социјалистичке револуције.

#### 6. мај
- Председник Републике Јосип Броз Тито посетио Нову Варош.

#### 8. мај
- Председник Републике Јосип Броз Тито посетио Титово Ужице, где је на великом митингу пред око 50.000 људи говорио поводом 27-ме годишњице победе на фашизмом.
- У Љубљана одржана 26 седница Централног комитета Савеза комуниста Словеније на којој је разматрана актуелна привредна и политичка ситуација у СР Словенији и у СФРЈ. На седници осуђена појава национализма и донета одлука о формирању Марксистичког центра при ЦК СК Словеније.
- У Загребу одражана 28 седница Централног комитета Савеза комуниста Хрватске, на којој је расправљано о „Извештају о продору национализма у СР Хрватској“ који је извршила Комисија ЦК СКХ. Након расправе учесника седнице о Извештају, донета је једногласна одлука о искључењу из Савеза комуниста Савке Дабчевић-Кучар, Мике Трипала, Пере Пикера и Марка Копртла, јер су они у Извештају осумњичени као најодговорнији за продор национализма у СКХ.

#### 7. мај
- У Београду, на стадиону „Црвена звезда“ одигран 50 фудбалски дерби између ФК „Црвене звезде“ и ФК „Партизана“. Утакмица је завршена нерешеним резултатом 1:1 (ово је био први дерби између Црвене звезде и Партизана одигран под рефлекторима).

#### 8—16. мај
- У посети Југославији боравила делегација Напредне партије радног народа (АКЕЛ) из Републике Кипар. Делегацију је предводио члан Политбироа Христос Петас, а током боравка у СФРЈ је водила разговора у Председништву СКЈ, Централном комитету СК Хрватске и Покрајинком комитету СК Војводине. Делегацију је примио и секретар Извршног бироа Председништва СКЈ Стане Доланц.

#### 12. мај
- У Београду одржана седница Председништва СКЈ на којој је поводом 80-ог рођендана Јосипа Броза Тита, донета одлука да се приступи научном истраживању и изадавању Сабраних дела Јосипа Броза Тита (Сабрана дела су издата у периоду од 1977. до 1982. године у 20 томова, а издавач је био НИРО „Комунист“).

#### 16. мај
- Свечано је пуштена у рад Хидроелектрана „Ђердап“ на Дунаву (коју су од 1964. године заједнички градиле Југославија и Румунија). Свечаном отварању су присуствовали председник Републике Јосип Броз Тито, са супругом Јованком и председник СР Румуније Николаје Чаушеску, са супругом Еленом, као и највише државно-партијско руководство Југославије и Румуније. Они су овом приликом открили и двијезичну спомен-плочу у част градитеља хидроелектране и у знак вечног пријатељства између народа Југославије и народа Румуније.
- У Турну Северину (СР Румунија) поводом отварања ХЕ „Ђердап“ одржан митинг којем је присуствовало око 30.000 југословенских и румунских грађана. На митингу су говорили Чаушеску и Тито. По завршетку митинга, за председника Републике Јосипа Броза Тита приређен је свечани ручак. Поред Тита свечаном ручку су присуствовали - председник Савезног извршног већа Џемал Биједић, председник Савезне скупштине Мијалко Тодоровић, потпредседник Председништва СФРЈ Крсте Црвенковски, савезни секретар за иностране послове Мирко Тепавац, члан Председништва СФРЈ Киро Глигоров, секретар Извршног бироа Председништва СКЈ Стане Доланц, председник Извршног већа Скупштине СР Србије Миленко Бојанић и др. Током свечаног ручка председник СР Румуније Николаје Чаушеску је председнику Републике Јосипу Брозу Титу уручио Орден победе социјализма, којим га је поводом 80-ог рођендана одликовао Државни савет СР Румуније (Тито је био први страни државник одликован овим одликовањем, а чином одликовања је стекао и почасну титулу Хероја СР Румуније).
- У Кладову, у хотелу „Ђердап“ у част пуштања у рад ХЕ „Ђердап“ председник Савезног извршног већа Џемал Биједић и председник Министарског савета СР Румуније Георги Маурер организовали су свечани пријем којем су присуствовали највиши државно-партијски руководиоци Југославије и Румуније, као и председници Тито и Чаушеску.

#### 17. мај
- У Београду на стадиону „ЈНА“ одиграна финална фудбалска утакмица купа Југославије за сезону 1971/72. између „Хајдука“ из Сплита и „Динама“ из Загреба. Победу је остварио „Хајдук“ са 2:1 (ово је била друга победа Хајдука у Купу Југославије, од укупно девет).

#### 20. мај
- У Кумровцу, родном селу Јосипа Броза Тита отпочела прослава његовог 80-ог рођендана и 35-е годишњице доласка на чело Партије.
- У Београду, у Белом двору председник Републике Јосип Броз Тито, поводом Дана безбедности (13. мај) организовао пријем за савезног, републичке и покрајинске секретаре унутрашњих послова и друге високе функционере Службе државне безбедности и Службе безбедности ЈНА.

#### 22. мај
- У Београду председник Републике Јосип Броз Тито примио делегацију Удружења шпанских бораца Југославије и уручио им Орден народног хероја, којим је ову организацију одликовао 21. септембра 1971. године.

#### 22—25. мај
- У посети Југославији боравио др Мурад Галеб министар иностраних послова Арапске Републике Египат и лични изасланик председника Египта Анвара ел Садата. Током посете он се сусрео са савезним секретаром за иностране послове Мирком Тепавцем, са којим је водио разговоре о стању у међународним односима, а посебно ситуацији на Блиском истоку.

#### 23—26. мај
- У посети Југославији боравила делегација Комунистичке партије Аустрије (КПА), коју је предводио генерални секретар КПА Лори Аронс. Делегација је водила разговоре са секретаром Извршног бироа Председништва СКЈ Станетом Доланцом о актуелним међународним питањима и међународној активности и ставовима СКЈ и КПА, на којима је изражен обострани интерес за даљи развој односа и сарадњу. Делегацију је примио и председник Републике Јосип Броз Тито.

#### 24. мај
- У Београду одржана свечана седница Савезне скупштине, којој су присуствовале делегације друштвено-политичких организација у федерацији, делегације република и покрајина и делегација оружаних снага. Свечана седница је одржана поводом 80-ог рођендана председника Република Јосипа Броза Тита, а на њој је, на основу предлога ССРНЈ, донета одлука да се Тито по други пут одлукује Орденом народног хероја. На седници је Титу уручена и „Повеља народа и народности Југославије“, а секретар Извршног бироа Председништва СКЈ Стане Доланц подено је реферат „Велико револуционарно дело Јосипа Броза Тита“.

#### 25. мај
- У Београду поводом Дана младости, председник Републике Јосип Броз Тито, у преподневним часовима, у Белом двору организовао пријем којем је присуствовало 40 пионира из свих југословенских република, здружених у пионирски одред „Братство и јединство“. У послеподневним часовима, он се у Палати федерације, на Новом Београду сусрео са око 1.600 омладинца из свих југословенских република.
- Свечаном приредбом тзв. „слетом“ на стадиону „ЈНА“ у Београду, у присуству преко 50.000 гледалаца прослављен Дан младости и 80-и рођендан Јосипа Броза Тита. Штафета је ове године прешла пут дуг преко 11.000 километара. Последњи носилац штафете, који је предао Титу био је Бранко Мандић, квалификовани машинбравар предузећа „Комбитекс“ из Бихаћа.

#### 26. мај
- У Београду одржана седница Председништва Социјалистичке омладине Југославије (СОЈ), на којој је разматрано питање ангажовање СОЈ у вези са положајем младих радника, који се налазе на привременом раду у иностранству. Такође је разматран и Извештај Бироа за међународну размену омладине и студената, као и заказивање програмске конференције СОЈ и актуелна питања међународне сарадње СОЈ.

#### 30. мај
- У Београду, у згради Ректората одржана свечана седница Универзитета у Београду на којој је ректор Универзитета проф др Јован Глигоријевић председнику Републике Јосипу Брозу Титу доделио титулу почасног доктора наука, која је донета на основу предлога Факултета политичких наука. На седници је председник Савета факултета политичких наука проф др Бранимир Јанковић прочитао реферат „Титово историјско искуство постало је својина савременог социјализма“.
- У Београду, у згради Скупштине град Београда одржана свечана седница на којој је председник Градске конференције ССРН Београда Перо Ђоковић уручио председнику Републике Јосипу Брозу Титу специјалну повељу „Адреса грађана Београда“.
- У Сарајеву, у посети Команди Сарајевске армијске области и Републичком штабу за народну одбрану СР Босне и Херцеговине боравио савезни секретар за народну одбрану генерал-армије Никола Љубичић и начелник Генералштаба ЈНА генерал-пуковник Виктор Бубањ, са групом генерала и виших официра. Они су водили разговоре који су се односили на актуелна питања борбене изградње оперативних јединица Територијалне одбране. Савезни секретар за народну одбрану Никола Љубичић је том приликом водио разговоре са председником ЦК СК БиХ Бранком Микулићем и председником Извршног већа Скупштине СР БиХ Драгутином Косовцем.